# Philippe Grandrieux
Philippe Grandrieux (Saint-Étienne, 1954 és un cineasta francès.

## Biografia
Després d'estudiar cinema a l'INSAS (la seva tesi final està dedicada a la relació entre cinema i pintura), Philippe Grandrieux presenta la seva primera instal·lació Via la vidéo a la galeria Albert Baronian (Brussel·les) l'any 1976.
A partir dels anys 80, en el marc del taller de recerca de l'INA així com per a LaSept/Arte, va oferir formes i formats que qüestionen el documental, la informació, l'assaig. Així que va crear un laboratori de recerca anomenat Live que produeix catorze pel·lícules en plans seqüències d'una hora, sense intervenció de postproducció abans de la seva emissió. Entre altres hi participen Robert Frank, Robert Kramer i Thierry Kuntzel.
El 1998, va dirigir Sombre (Menció especial del jurat del Festival de Locarno), el seu primer llargmetratge. Serge Kaganski a Les Inrockuptibles és el primer a defensar-lo: “Amb aquesta sorprenent primera pel·lícula, Philippe Grandrieux signa l'arriscat. manifest d'un cinema sensorial, minoritari a la terra de la cinenovel·la". Raymond Bellour per la seva part a Trafic titula el seu article de manera explícita « Pour Sombre ».
Des d'aleshores, el treball de Philippe Grandrieux gira al voltant de la ficció (2002 La Vie nouvelle, 2008 Un lac premiat a Venècia, 2016 Malgré la nuit), del documental, de la performance, de la instal·lació i és caracteritzat per una tensió constant entre plasticitat i narració. La Vie nouvelle, el seu segon llargmetratge, n'és l'exemple més viu. La pel·lícula es presenta en nombrosos festivals (Toronto, Viennale, Rotterdam, Lincoln Center - Nova York, etc.) i, poc després de la seva estrena a França, les edicions Léo Scheer, sota la direcció de Nicole Brenez , publica una obra La Vie nouvelle / nouvelle Vision reunint més de quaranta textos que responen a la pregunta: "Què és una gran pel·lícula?."
| « | Més enllà del plaer que ens proporciona i sigui quina sigui la naturalesa d'aquest plaer […] és una pel·lícula que ens obliga a reconsiderar el que creiem del cinema abans d'ell […]. La Vie nouvelle, de Philippe Grandrieux, és una d'aquestes pel·lícules. | » |

El 2011, Il se peut que la beauté ait renforcé notre résolution. Masao Adachi rep el "New Vision Award", al Cph:Dox de Copenhague després el "Grand Prix Expérimental – Essai – Art Vidéo" al Festival Côté Court de Pantin i el Grand Prix del Documental al Festival Internacional de Cinema de Trípoli (Líban).
L'any 2011 va emprendre la producció d'una trilogia sobre La Vie nue, en referència al concepte de Giorgio Agamben.
El 2013, el Whitney Museum of American Art va oferir carta blanca a aquesta trilogia aleshores en curs. El 2019, tota aquesta recerca (White Epilepsy, Meurtrière, Unrest) fou presentada a l’Empty Gallery/Hong Kong sota el títol The Bare Life amb The Scream, una instal·lació formada per onze projeccions, "una estranya barreja de rituals religiosos i treballs coreogràfics", que es fa ressò de la violència del món.
El 2016 va dirigir Malgré la nuit. La pel·lícula es presenta al festival de Rotterdam, a Berlín (Setmana de la Crítica), al Film Comment Select de Nova York.
El seu treball ha donat lloc a treballs crítics i publicacions, com ara el més recent Philippe Grandrieux, Sonic Cinema de Greg Hainge publicat el 2017 per Bloomsbury.
El 2020 Philippe Grandrieux va escriure, en col·laboració amb Jonathan Littell, el guió del seu proper llargmetratge de ficció.
La seva posada en escena de l'òpera de Richard Wagner, Tristan et Isolde, es presenta a Gant i després a Anvers a l'Opera Ballet Vlaanderen al març i abril de 2023.

## Homenatges
L'any 1998 Sombre va ser premiat al festival de Locarno (menció especial del Jurat).
L'any 2008, a iniciativa de l'Ambaixada de França, la famosa sala Uplink de Tòquio va organitzar una retrospectiva de la seva obra sota el títol "Extreme Love - Around Philippe Grandrieux".
El mateix any, la Tate Modern a Londres, com a part de la retrospectiva “Paradise Now! Essential French Avant-Garde cinema 1890-2008, dedica una sessió monogràfica a Philippe Grandrieux, amb La Vie nouvelle, L'Arrière-saison , Putting Holes in Happiness (clip realitzat per i per a Marilyn Manson) i un extracte de Un lac i després work in progress.
El 2008, Un lac va rebre una menció especial a la categoria Orizzonti de la 65a Mostra Internacional de Cinema de Venècia que premia les pel·lícules que obren noves tendències per al cinema. Per aquesta pel·lícula Philippe Grandrieux també va rebre el premi a la Millor Imatge (Millor Fotografia) havent realitzat ell mateix la imatge de la seva pel·lícula així com una menció especial (Millor Innovació) al Festival Internacional de Las Palmas de 2009.
El 2011, Il se peut que la beauté ait renforcé notre résolution. Masao Adachi va rebre el "New Vision Award", al Cph:Dox de Copenhague ; el 2012, le "Grand Prix Expérimental – Essai – Art Vidéo" al Festival Côté Court de Pantin ; el 2013, le Gran Premi del Documental al Festival Internacional de Cinema de Trípoli (Líban).

## Filmografia

### Llargmetratges
- 1998 : Sombre (1 h 52 m), amb Marc Barbé, Elina Löwensohn
- 2002 : La Vie nouvelle (1 h 42 m), amb Anna Mouglalis, Zach Knighton, Zsolt Nagy
- 2008 : Un lac (1 h 30m), amb Dmitry Kubasov, Natalie Rehorova, Alexei Sollonchev
- 2015 : Malgré la nuit (2 h 30 m}), amb Ariane Labed, Kristian Marr, Roxane Mesquida, Paul Hamy[15]

### Films / Instal·lacions
- 1975 : Via la vidéo (3 films de 20’ + un quedre de Claude Viallat)
- 2005 : L'arrière-saison/1 (8')
- 2005 : L'arrière-saison/2 (10')
- 2006 : Met (5')
- 2006 : Grenoble (44’ et 17’)
- 2007 : Marilyn Manson descobreix La Vie nouvelle i demana aPhilippe Grandrieux dirigir el vídeo de Putting Holes in Happiness una de les peces de l’àlbum Eat Me, Drink Me.
- 2012 : White Epilepsy[Enllaç no actiu] (59') Amb Hélène Rocheteau, Jean-Nicolas Dafflon, Anja Röttgerkamp, Dominique Dupuy
- 2015 : Meurtrière[Enllaç no actiu] (59') Amb Émilia Giudicelli, Vilma Pitrinaite, Hélène Rocheteau, Francesca Ziviani
- 2017 : Unrest Arxivat 2023-07-15 a Wayback Machine. (47') Amb Lilas Nagoya i Nathalie Remadi
- 2019 : The Scream (60') Amb Lilas Nagoya, Vilma Pitrinaite, Nathalie Remadi, Eleni Vergeti, Bérangère Bodin
- 2020 : La lumière, la lumière (19') Amb Camille Grandrieux, Lola Norda. Musique Marc Hurtado, Alan Vega. Aquesta pel·lícula va ser realitzada en el marc de "Liminal", un encàrrec del FICUNAM amb 4 directors: Lav Diaz, Philippe Grandrieux, Manuela de Laborde, Oscar Enriquez.

### Documentals
- 1993: La Roue (2x 7') Retrats Brian Holm i Gert Jan Theunisse / La Sept/Arte + AMIP
- 1994: Les Enjeux militaires (45') El desembarcament a les platges de Normandia / França 3 + Anabase
- 1994: Jogo do bicho (60') Retrat d'un joc popular al Brasil) / La Sept/Arte
- 1996: Balladur / Chirac-Kohl / Juppé (3x 7') Retrats fets per a la revista Brut / La Sept/Arte
- 1996 : Retour à Sarajevo (75’) Just després del retorn de Saada a Sarajevo/La Sept/Arte dels els Acords de Dayton
- 2011 : Il se peut que la beauté ait renforcé notre résolution / Masao Adachi Arxivat 2023-07-15 a Wayback Machine. (74') Philippe Grandrieux filma Masao Adachi, un intercanvi entre dos cineastes / Epileptic Arxivat 2013-05-28 a Wayback Machine.. Aquesta primera peça de la col·lecció “És possible que la bellesa hagi reforçat la nostra determinació” (dirigida per Nicole Brenez i Philippe Grandrieux) vol retre homenatge als cineastes coneguts i desconeguts que van participar, amb pistoles, càmeres o ambdues simultàniament, a la resistència. i lluites d'alliberament al llarg del segle xx.

### Programes experimentals - Tardes temàtiques - Sèries documentals
- 1981 : La Peinture cubiste (55') co-autor amb Thierry Kuntzel / INA
- 1982 : Juste une image (série de 9 × 55') co-autor amb Thierry Garrel i Louisette Neil / INA (Grand Prix SCAM)
- 1982 : Une génération (10') / INA
- 1983 : Pleine lune, co-autor amb Jérôme Prieur, Thierry Kuntzel / INA (Prix de l'Association française des critiques de télévision)
- 1984 : Grandeur nature (sèrie temàtica 180') / INA
- 1985 : Long courrier (25') / Maison de la culture du Havre sota la direcció de Raoul Ruiz
- 1986 : Comédies-Comédiens (50’) / Théâtre Nanterre-Amandiers
- 1987 : Berlin (30’) / La Sept/Arte
- 1987 : Berlin-Paris-Berlin(120’) / La Sept/Arte + ZDF
- 1987 : Le Monde est tout ce qui arrive / Maison de la culture de Saint-Étienne
- 1989 : Azimut (4 × 30'), coautors : Paul Virilio, Jean-Louis Schefer, Juan David Nasio i Philippe Grandrieux / TV FNAC
- 1989 : Histoire parallèle (série x 26’) / La Sept/Arte
- 2000 : Le Siècle des hommes (27 x 60’) coautor amb Anthony Rowley, René Rémond (historiadors) / Pathé + France2

### Producció
- 1990 : Live (14 × 60') / Philippe Grandrieux proposa una exploració de "réel" i encarrega 14 Pla seqüència de 60' à 14 cineastes, fotògrafs i artistes: Robert Frank (Nova York) ), Stephen Dwoskin (Londres), Nick Waplington (Newcastle), Robert Kramer (Berlín') '), Gary Hill (Estats Units), Thierry Kuntzel (Tampico), Daniele Incalcaterra (Moscou), Ken Kobland Arxivat 2023-01-28 a Wayback Machine. (Dallas)... / La Sept/Arte

## Performances
- 2012 : White Epilepsy (30 min) Amb Hélène Rocheteau : Centre Pompidou Metz - Amb el suport de Montevideo - ActOral - Epileptic
- 2013 : Meurtrière (180 min) Amb Émilia Giudicelli, Vilma Pitrinaite, Hélène Rocheteau, Francesca Ziviani : Whitney Museum Of American Art, New-York – En el marc del festival Walls and Bridges - Production Epileptic
- 2014 : Meurtrière (180 min) Amb Émilia Giudicelli, Vilma Pitrinaite, Hélène Rocheteau, Francesca Ziviani : Festival de dansa Pharenheit - CCN du Havre Haute-Normandie - Producció Epileptic - CCN du Havre Haute-Normandie - direcció Emmanuelle Vo-Dinh
- 2016 : Unrest (47 min) Amb Callahan MacGovern : Film Study Center de la Universitat de Chicago - Amb el suport del Radcliffe Institute for Advanced Study de la Universitat Harvard.
- 2016 : Unrest (47 min) Aamb Nathalie Remadi : ICI - CCN de Montpellier - Occitanie Pyrénées-Méditerranée - Production Epileptic - Amb el suport de l’ICI – CCN de Montpellier / Occitanie Pyrénées-Méditerranée - direcció Christian Rizzo

## Festivals / Prix
- Sombre
  - Festival de Locarno : Menció especial del jurat
- Un lac
  - Mostra de Venècia : Prix Orizzonti - Mentione Speciale
  - Festival de Las Palmas : Millor fotografia + Menció especial per innovació
- La Vie nouvelle
  - Festival de Toronto / Viennale / Tate Modern Londres
- Il se peut que la beauté ait renforcé notre résolution / Masao Adachi
  - Festival de Copenhague : Cph:Dox - New Vision Award
  - Festival Côté Court - Pantin : Grand prix expérimental essai art vidéo
  - Festival de Tripoli : Grand prix del documental - Résistance Culturelle
- Meurtrière
  - Festival du Nouveau Cinéma - Montréal : Prix FNC Lab
  - Festival FilmMadrid : Menció especial del Premi del Jurat Camira
- Malgré la nuit
  - Festival de Rotterdam / Berlin (Critic’s Week)

## Programacions monogràfiques
- 2005 : « Philippe Grandrieux » États généraux du film documentaire, Lussas, França
- 2007 : « Breathless, French New New Wave » Australian Cinémathèque, Gallery of Modern Art / Brisbane, Austràlia
- 2008 : « Extreme Love, around Philippe Grandrieux » Uplink, Tòquia
- 2008 : « Paradise Now ! Essential French Avant-Garde...» Tate Modern, Londres
- 2009 : « Ciclo Philippe Grandrieux » Festival Internacional de Cinema a Guadalajara, Mèxic
- 2009 : « Ciclo Philippe Grandrieux » Cineteca Nacional, Mexico D.F.
- 2009 : « Ciclo Philippe Grandrieux » Belo Horizonte et Sao Paulo, Brasil
- 2009 : « Ciclo Philippe Grandrieux » International Film Festival of Cali, Colòmbia
- 2009 : « All about Philippe Grandrieux » CPH :DOX International Film Festival of Copenhagen, Danemark
- 2010 : « Film Comment Selects : Philippe Grandrieux » Lincoln Center, New-York, USA
- 2010 : « Philippe Grandrieux » Harvard Film Archive / Cambridge, Massachuset, USA
- 2010 : « Philippe Grandrieux » Festival Internacional de Cinema de Las Palmas de Gran Canària
- 2011 : « World Cinema Now » Monach University / Melbourne, Austràlia
- 2012 : « Philippe Grandrieux Artist in Focus » Courtisane / Gent, Bèlgica
- 2012 : « Hommage » organisé par la revue Hors Champ et la Cinémathèque Québécoise, dans le cadre du Festival du nouveau cinéma, Montréal
- 2013 : « Carte Blanche à Philippe Grandrieux » Whitney Museum of American Art, New-York, USA
- 2016 : « Philippe Grandrieux Artist in Focus » 17th Jeonju IFF, Corea del Sud
- 2017 : « Philippe Grandrieux » Milà
- 2017 : « Philippe Grandrieux » Sevilla
- 2017 : « Philippe Grandrieux » Tessalònica
- 2017 : « Philippe Grandrieux » ACFK Uherské Hradiště, República Txeca
- 2019 : « Cinéma d'Avant-garde : Philippe Grandrieux » Cinémathèque française